# Nekropole von Ispiluncas
Die Nekropole von Ispiluncas liegt etwa 3,0 Kilometer südwestlich von Sedilo entfernt in der Provinz Oristano auf Sardinien, in der Nähe der Gigantengräber und der Nuraghe von Iloi. Sie besteht aus 32 Domus de Janas in zwei etwa 200 m voneinander entfernten Gruppen. Die Hypogäen haben sehr unterschiedliche Grundrisse. Neben vielzelligen Anlagen liegen andere mit einfachen Formen. Die Domus 2 und 3 sind die einzigen der Nekropole, die betreten werden können.

## Domus 2
Domus 2 im nordöstlichen Sektor der Nekropole gliedert sich in 13 Kammern. Der Zugang endet in einem rechteckigen Raum mit vertikalen Wänden und der Imitation eines schrägen Daches. Der Boden ist leicht nach außen geneigt. Auf der linken Seite liegt eine kleine viereckige Nische. Der Zugang zur dreieckigen Hauptkammer ist rechteckig. In der Nähe befinden sich zwei erhabene Pfosten. Die Decke der Hauptkammer ist vorne in Richtung des Zugangs geneigt. Hinten hat sie eine doppelte Neigung. An ihrem höchsten Punkt befindet sich eine halbkreisförmige Lünette als Flachrelief, außerhalb davon die Darstellung eines Balkens, der durch die Schrägdecke bis fast zum Zuang verläuft. In der linken Ecke des Raumes befindet sich ein erhöhter Pilaster mit roten Farbspuren. In dieser auch Anticella genannten Kammer befinden sich zwei Türöffnungen. Tür 1 in der Wandmitte, von einem doppelten Rahmen gefasst, führt zu einem kleinen Raum mit krummlinigen Wänden, der in der linken Wand eine Türöffnung hat, die zu einer weiteren unregelmäßig geformten Seitenzelle führt. Tür 2 an der rechten Wand verbindet die Anticella mit den acht östlichen Kammern. Domus 2 wurde bis ins Mittelalter nachgenutzt.

## Domus 3
Domus 3 ist ebenfalls mehrzellig und hat einen Zugang mit zwei seitlichen Nischen. Hinter einer kleinen, quadratischen Vorkammer liegt eine zentrale viereckige Hauptkammer. Die ursprüngliche Form des Domus wurde in späteren Zeiten verändert; dies ist an der geringeren Präzision der Endbearbeitung erkennbar. Von der Hauptkammer zweigen drei Zugänge ab, die in sieben weitere, im Grundriss teils diffuse Nebenkammern führen. Domus 3 wurde auch bis ins Mittelalter genutzt.
Unter den Funden in der Nekropole befindet sich ein Fragment einer Halsvase (aus Grab 32, nicht zugänglich) mit einer gravierten anthropo-zoomorphen Figur, die der Ozieri-Kultur (3200–2800 v. Chr.) zuzuordnen ist.